# スコット・ギャロウェイ
ロバート・スコット・ギャロウェイ（英語: Robert Scott Galloway、1995年4月25日 - ）は、オーストラリアと北アイルランドのサッカー選手。ポジションはDF。

## クラブ歴
サッカー好きの父が北アイルランドからオーストラリアに移住し、パースで生まれた。ゴスネルズ・シティFCでミッドフィールダーとしてサッカーを始めたが、後にディフェンダーにコンバートされた。また、テコンドーでも王者に輝いた経歴がある。
2013年初めにメルボルン・ビクトリーFCに加入。2月のメルボルン・ダービーで選手初出場。2015年3月2日に選手初得点を記録した。
2016年10月19日にセントラルコースト・マリナーズFCに移籍。3日後に移籍後初出場。2017年5月にクラブは彼のヴィレムIIのトライアル参加を許可、その3日後にはトライアルとは関係なくそもそも退団であるとクラブが発表した。オランダでのトライアルも結局契約に結び付かなかった。
2017年6月29日にウェリントン・フェニックスFCに単年契約で加入。
翌年はトライアルを経てアデレード・ユナイテッドFCに加入した。移籍後初出場の試合で初得点を決めた。
翌2019年にメルボルン・シティFCに移籍した。

## 代表歴
2013年に2013 FIFA U-20ワールドカップ、AFC U-22選手権2013のメンバーに選出された他、AFC U-19選手権2014、AFC U-23選手権2016のメンバーにも招集された。